# Neuer Ringelstein

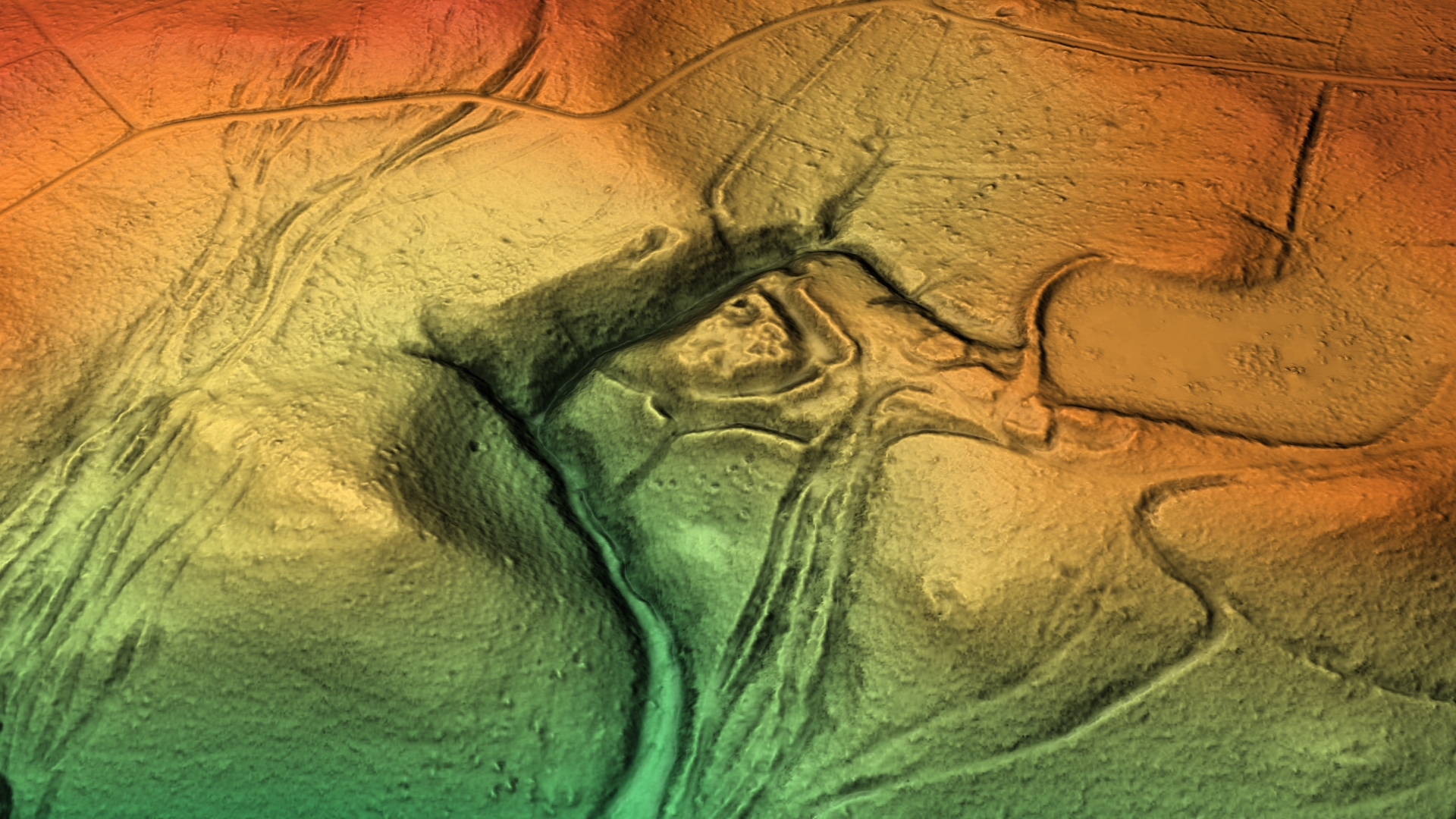
3D-Ansicht des digitalen Geländemodells

Die Neue Ringelstein ist eine abgegangene spätmittelalterliche Befestigungsanlage (Hangburg) auf 390 m ü. NN am Ostrand des Rehberges über dem Saargrund im Thüringer Wald bei Waldfisch und Ruhla.

## Geschichte
Schon im 12. Jahrhundert befanden sich nahe der Nürnberger Straße und dem Sallmannshäuser Rennsteig zwei Burganlagen im Wald – der Alte Ringelstein unterhalb vom Jagdhaus Kissel und der Neue Ringelstein in der Gemarkung Waldfisch. Fern der benachbarten Dörfer dienten diese Burgen vorrangig als Straßenposten und Zollstationen. Über mehrere Jahrhunderte verlief südlich von Etterwinden die Grenze zwischen den späteren Herzogtümern Sachsen-Eisenach und Sachsen-Meiningen.
Nach älteren Überlieferungen entstand die Burg als eine Anlage der Grafen von Frankenstein. Die Burganlage gehörte im 14. Jahrhundert zu den Raubnestern, die mit Unterstützung der Stadt Erfurt durch ein militärisches Aufgebot des Königs eingenommen und zerstört wurden.
In die Sagenwelt Thüringens fand der Alte Ringelstein als Raubschloss Eingang (Sage vom Brautborn).
Die beiden Burgstellen sind heute als Bodendenkmal ausgewiesen.

## Beschreibung
Die Burg befindet sich über dem Saargrund und besaß nach örtlicher Überlieferung im Tal ein Vorwerk als Wirtschaftshof. Die Hauptburg war auf drei Seiten durch Steilhänge und einen Ringgraben geschützt. Der Hauptzugang erfolgte über eine Zugbrücke im Schutz des Bergfriedes. Die vor der Zugbrücke liegende Vorburg besaß eine Mühle, die auch nach der Zerstörung der Burg weiter in Betrieb war. Zum Antrieb der Mühle war ein etwa 100 × 60 bzw. 30 Meter großes, trapezförmiges Becken auf der Hochfläche des flachen Bergsporns errichtet worden. Dieser Teich schützte die Burg auf der Feldseite zum Berghang. Direkt an der Vorburg wurde die auf der Südseite des Burgberges aufsteigende Handelsstraße (Hohlwegbüschel noch erkennbar) an der Schildmauer der Burg vorbeigeleitet und über eine etwa 20 Meter lange Holzbrücke zum benachbarten Berghang geleitet. Der Brückenübergang war zugleich Kontrollposten und Zollstation. Im Belagerungsfall konnte die Brücke von der Burgbesatzung zerstört werden und das dort etwa 15 Meter tiefe Kerbtal verhinderte das ungehinderte Eindringen in das Burggelände von Norden. Auf der Südwestseite sind mehrere Unebenheiten als Standort der Wohngebäude erkennbar. Reste der Ringmauer und das Fundament vom Torturm wurden schon in der DDR-Zeit von „Schatzgräbern“ freigelegt. Im Zentrum der Anlage stand ein weiterer Turm als Bergfried.